# Mieszanina homogeniczna
Mieszanina homogeniczna – mieszanina, w której poszczególne składniki są równomiernie wymieszane, nawet w skali molekularnej, np. powietrze, roztwory.
O mieszaninie homogenicznej mówimy wtedy, gdy nie można rozróżnić poszczególnych składników, nawet gdy korzysta się z bardzo silnego mikroskopu: cząsteczki lub jony składników są tak dobrze wymieszane, że skład mieszaniny jest w każdym miejscu jednakowy, niezależnie od wielkości próbki.
Na przykład syrop jest homogeniczną mieszaniną cukru i wody. Cząsteczki cukru są rozdzielone i wymieszane tak dokładnie z wodą, że pod mikroskopem nie można dostrzec odrębnych obszarów ani oddzielnych cząstek.
Mieszaniny homogeniczne noszą nazwę roztworów.